# دائرة البياضة
دائرة البياضة هي إحدى دوائر ولاية الوادي الجزائرية.